# Lieja-Bastoña-Lieja 1994
La Lieja-Bastoña-Lieja 1994 fue la 80.ª edición de la clásica ciclista. La carrera se disputó el 17 de abril de 1994, sobre un recorrido de 268,5 km, y era la cuarta prueba de la Copa del Mundo de Ciclismo de 1994. El ruso Yevgueni Berzin (Gewiss-Ballan) fue el ganador imponiéndose en solitario con minuto y medio de ventaja sobre un cuarteto perseguidor. El estadounidense Lance Armstrong (Motorola) y el italiano Giorgio Furlan (Gewiss-Ballan) fueron segundo y tercero respectivamente. 

## Clasificación final
| Posición | Ciclista            | Equipo           | Tiempo   |
| -------- | ------------------- | ---------------- | -------- |
| 1        | Yevgueni Berzin     | Gewiss-Ballan    | 7h16'30" |
| 2        | Lance Armstrong     | Motorola         | a 1'37"  |
| 3        | Giorgio Furlan      | Gewiss-Ballan    | s.t.     |
| 4        | Claudio Chiappucci  | Carrera          | s.t.     |
| 5        | Stefano Della Santa | Mapei-Clas       | s.t.     |
| 6        | Tony Rominger       | Mapei-Clas       | a 2'03"  |
| 7        | Maximilian Sciandri | GB-MG Maglificio | a 5'38"  |
| 8        | Marco Saligari      | GB-MG Maglificio | a 5'42"  |
| 9        | Bruno Cenghialta    | Gewiss-Ballan    | a 5'52"  |
| 10       | Alberto Elli        | GB-MG Maglificio | a 5'58"  |